# Costa Rica en los Juegos Panamericanos de 2023
Costa Rica compitió en los Juegos Panamericanos de 2023 que se realizaron en Santiago, Chile, desde el 20 de octubre al 5 de noviembre de 2023.
Los abanderados de la delegación costarricense en la ceremonia de apertura fueron Nishy Lee Lindo, ganadora de un bronce en Taekwondo en la versión anterior de los juegos y el raquetbolista Andrés Acuña ganador de World Games 2022.

## Medallistas
| Medalla           | Deportista                   | Deporte   | Evento                | Fecha           |
| ----------------- | ---------------------------- | --------- | --------------------- | --------------- |
| Medalla de oro    | Andrea Carolina Vargas       | Atletismo | 100 m Vallas Femenino | 01 de noviembre |
| Medalla de plata  | Jennifer Kalmbach            | Surf      | SUP Race Femenino     | 30 de octubre   |
| Medalla de bronce | Daniela Rojas                | Atletismo | 400 m Vallas Femenino | 03 de noviembre |
| Medalla de bronce | Andres Acuña Gabriel Garcia  | Raquetbol | Dobles Masculino      | 23 de octubre   |
| Medalla de bronce | Maricruz Ortiz               | Raquetbol | Singles Femenino      | 23 de octubre   |
| Medalla de bronce | Lia Reyes Dias               | Surf      | Longboard Femenino    | 30 de octubre   |
| Medalla de bronce | Leilani McGonagle            | Surf      | Shortboard Femenino   | 30 de octubre   |
| Medalla de bronce | Juan Rodriguez Marco Moretti | Bowling   | Dobles Masculino      | 2 de noviembre  |
| Medalla de bronce | Marco Moretti                | Bowling   | Individual Masculino  | 5 de noviembre  |